# Dan Humphrey

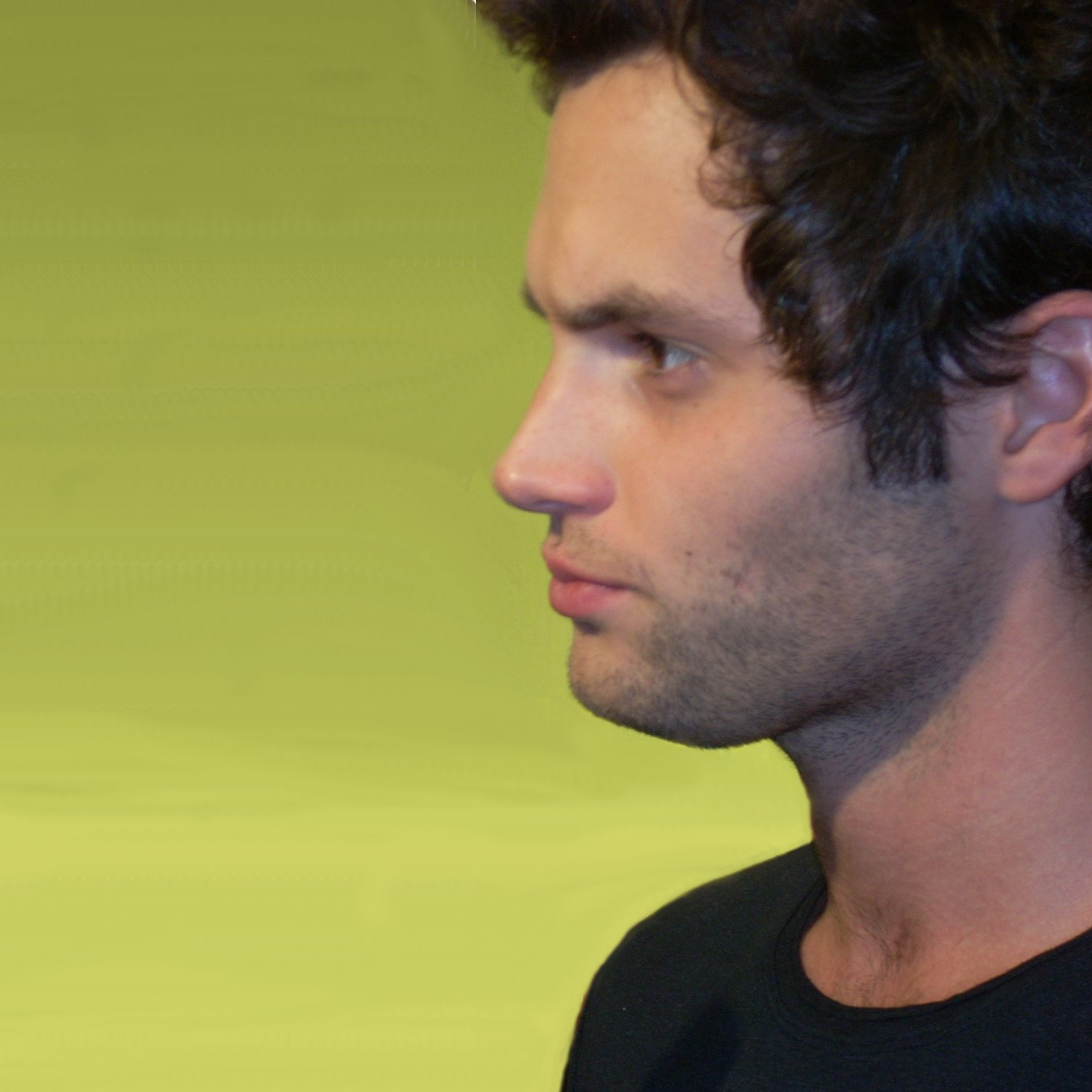
Penn Badgley, de acteur die Dan Humphrey speelt

Daniel Randolph "Dan" Humphrey, gespeeld door acteur Penn Badgley, is een personage uit de televisieserie Gossip Girl.

## Biografie
Dan is al een hele tijd verliefd op Serena van der Woodsen, in het eerste seizoen krijgen de twee een relatie met elkaar, maar aan het eind van hetzelfde seizoen gaan ze uit elkaar. In de seizoenen erna hebben ze een knipperlichtrelatie. In de laatste aflevering van Gossip Girl trouwen Serena en Dan. Dan heeft tussendoor relaties met o.a. Rachel, Georgina, Olivia, Vanessa en Blair Waldorf.